# 망치

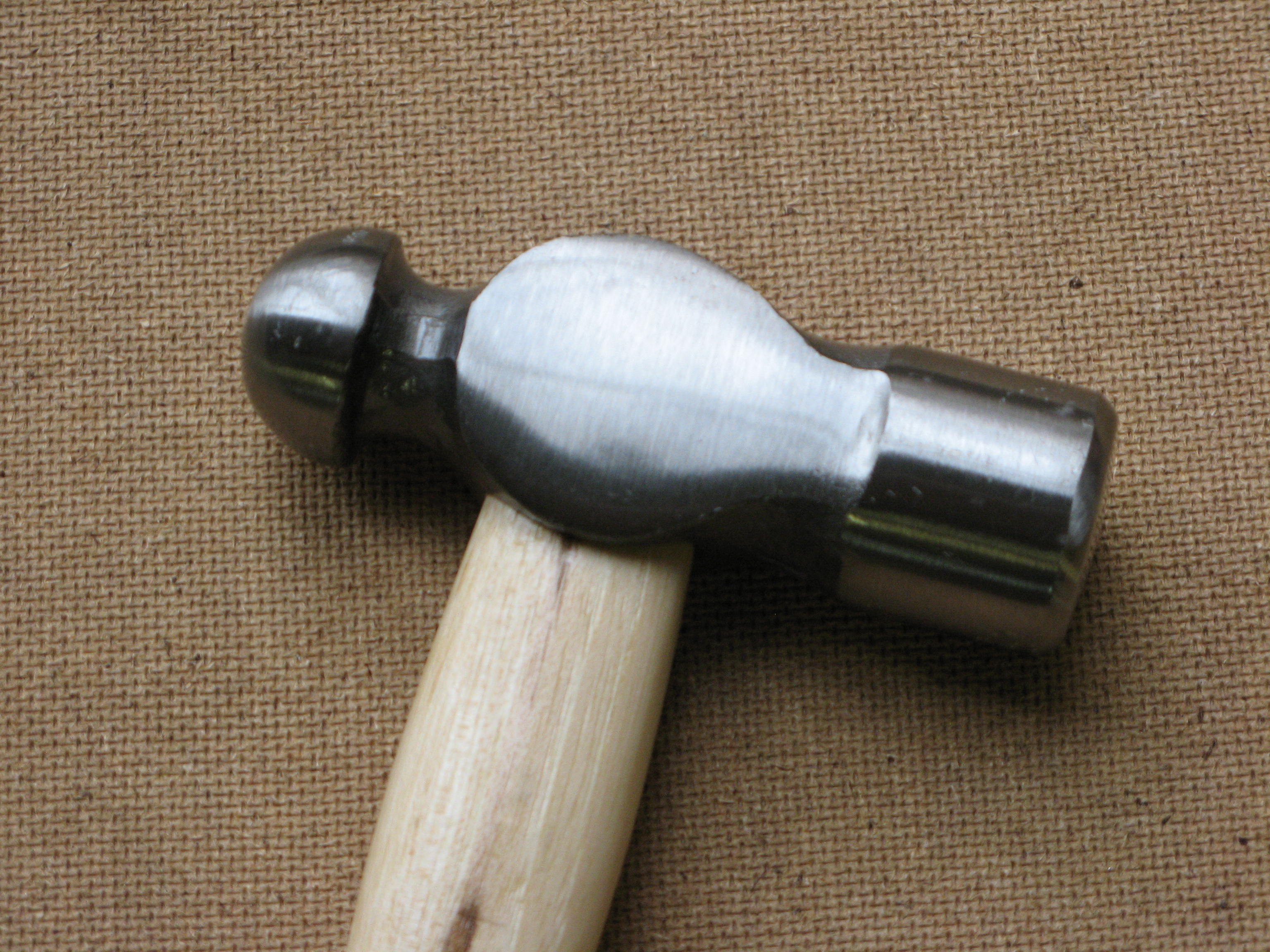
볼망치의 모습.

망치(문화어: 마치)는 흔히 못을 박거나, 물체를 파쇄하기 위해 사용된다. 해머(hammer)라고도 한다. 망치는 특정한 목적으로 설계되기도 하며, 크기, 무게, 재질, 모양과 구조, 제조국가와 가격이 매우 다양하다. 망치의 한쪽 머리에 못뽑이가 있으면 장도리라 부른다. 손잡이와 머리 두 곳이 유용하게 쓰이며, 무게의 대부분은 머리쪽에 치우쳐 있다. 기본적으로는 손으로 직접 잡아 사용할 수 있게 설계되어 있다.
사용법은 크기·무게에 따라 다르며, 작게는 손목·팔꿈치, 크게는 어깨의 관절을 축(軸)으로 하는 원운동에 의해서 타격을 준다.
망치는 직업인들의 기본 도구이며 무기로도 쓰인다.

## 역사
단순 도구의 사용은 기원전 2,400,000년 즈음으로 거슬러 올라간다. 이 때에는 다양한 모양의 돌이 나무, 뼈 등을 두드려 부수며 모양을 만드는 데 이용되었다. 줄무늬 가죽이나 짐승의 힘줄로 묶인, 나무가 부착된 돌들이 구석기 시대 중반인 기원전 30,000년에 망치로써 사용되었다.

## 구성 및 소재
전통적인 휴대용 망치는 별도의 머리부분과 손잡이로 구성되어 있으며, 목적에 맞게 제작된 특수 쐐기나 접착제 또는 두 가지 모두를 사용하여 함께 고정할 수 있다. 이 2피스 디자인은 조밀한 금속 타격 헤드와 비금속 기계식 충격 흡수 핸들을 결합하는 데 자주 사용된다(반복적인 타격으로 인한 사용자 피로를 줄이기 위해). 손잡이에 목재를 사용하는 경우 히코리나무나 재를 사용하는 경우가 많은데, 이는 망치 머리부에서 발생하는 충격파를 소멸시킬 수 있는 질기고 매우 견고한 소재이다. 손잡이에는 견고한 유리섬유 수지를 사용할 수 있다. 이 소재는 물을 흡수하거나 부패하지 않지만 목재만큼 충격을 분산시키지는 않는다.
느슨한 망치 머리는 휘두르는 동안 머리가 손잡이에서 분리되어 빠르게 빠져나올 위험이 있다. 나무 손잡이는 마모되거나 손상되면 교체할 수 있는 경우가 많다. 다양한 손잡이 크기와 디자인을 포함하는 특수 키트와 안전한 부착을 위한 특수 웨지, 스페이서를 사용할 수 있다.
일부 망치는 대부분 단일 소재로 만들어진 일체형 디자인이다. 일체형 금속 망치는 선택적으로 그립력을 향상시키고 사용자 피로를 줄이기 위해 고무와 같은 탄력 있는 재료로 손잡이를 코팅하거나 포장할 수 있다.
망치의 머리는 황동, 청동, 목재, 플라스틱, 고무 또는 가죽을 포함한 다양한 소재로 표면 처리될 수 있다. 일부 망치에는 교체 가능한 타격 표면이 있어 필요에 따라 선택하거나 마모되면 교체할 수 있다.

## 관련 도구
- 모루
- 끌
- 드릴 비트
- 펀치 (공구)
- 쐐기
- 슬레지해머

## 사진

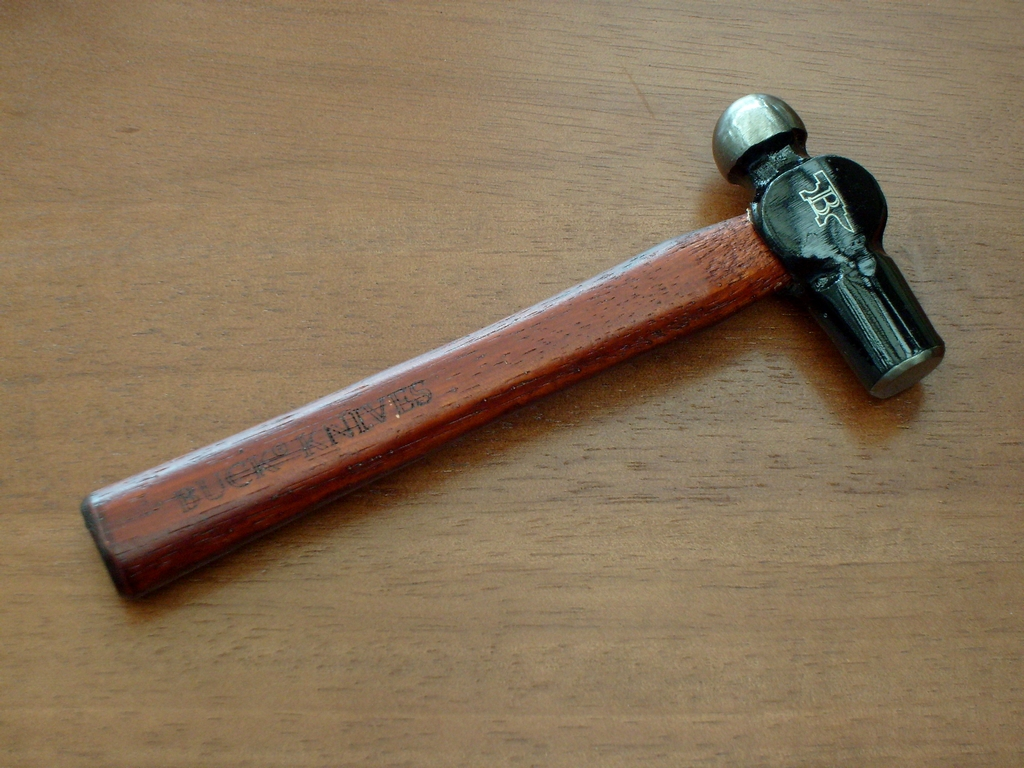
둥근머리 해머
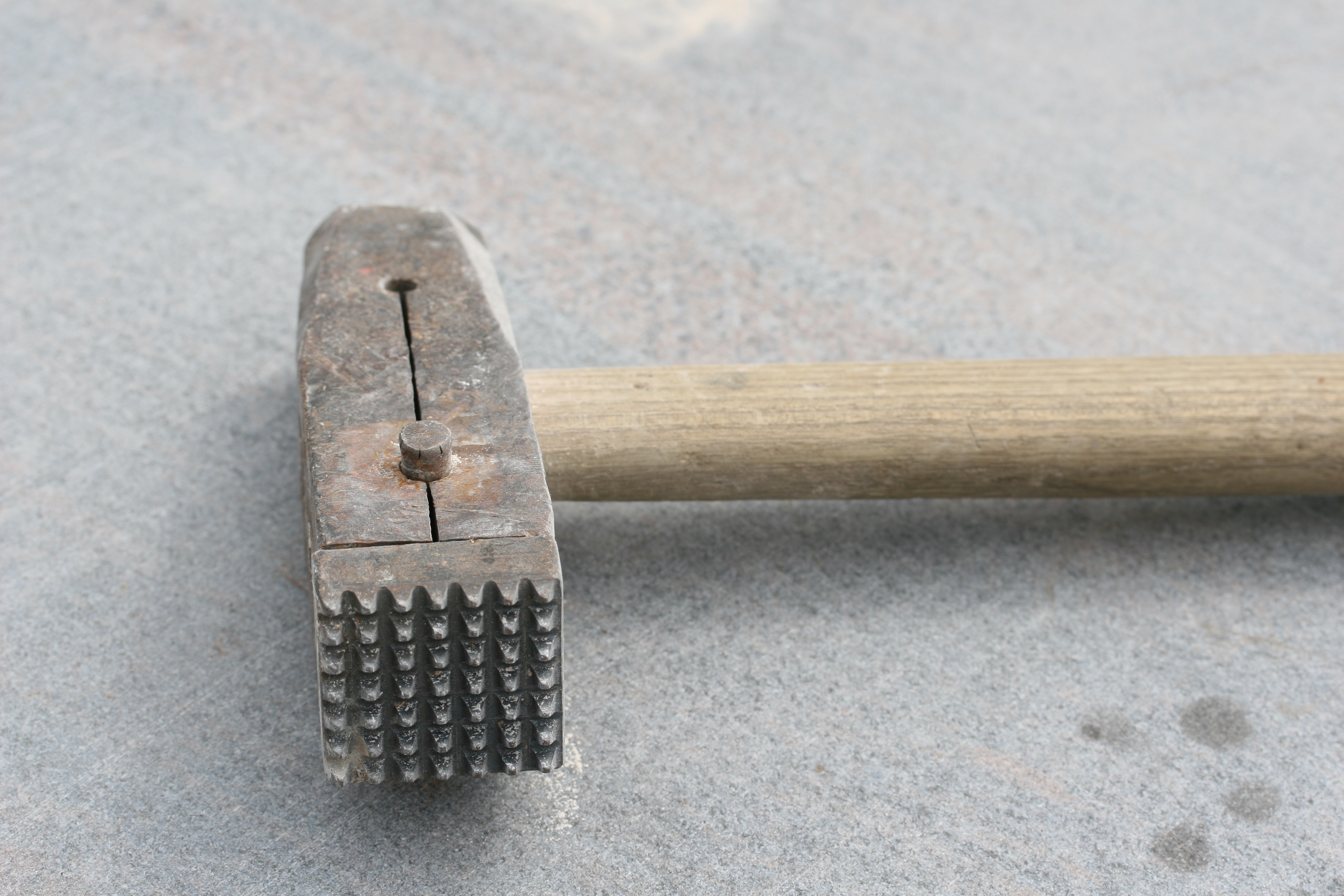
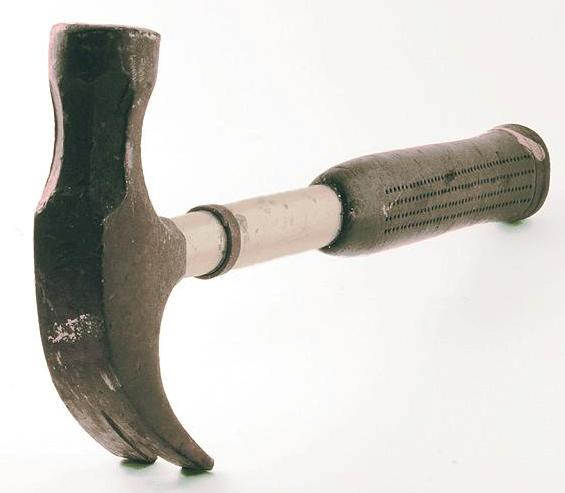
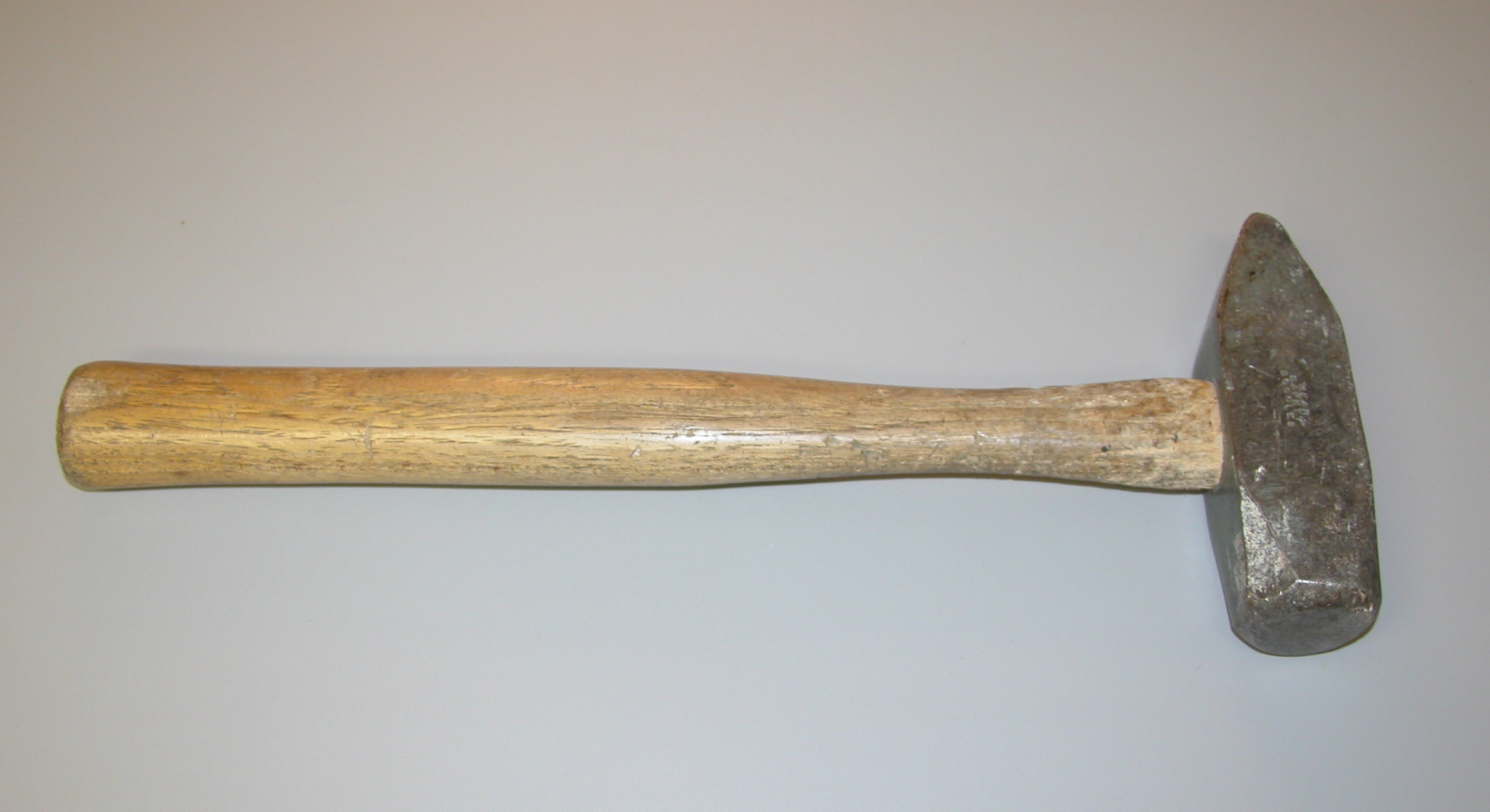
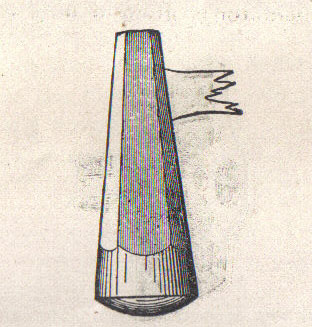
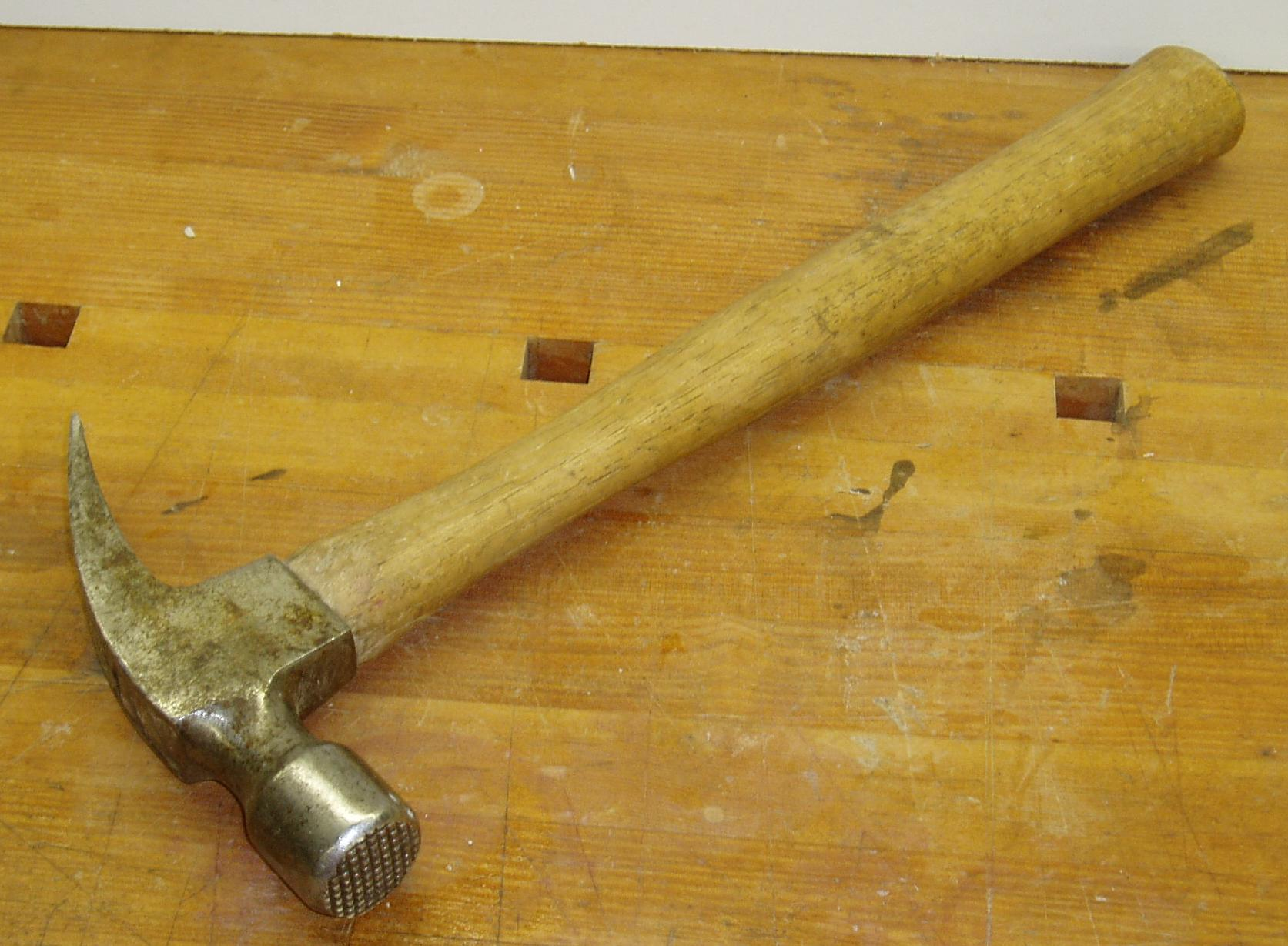
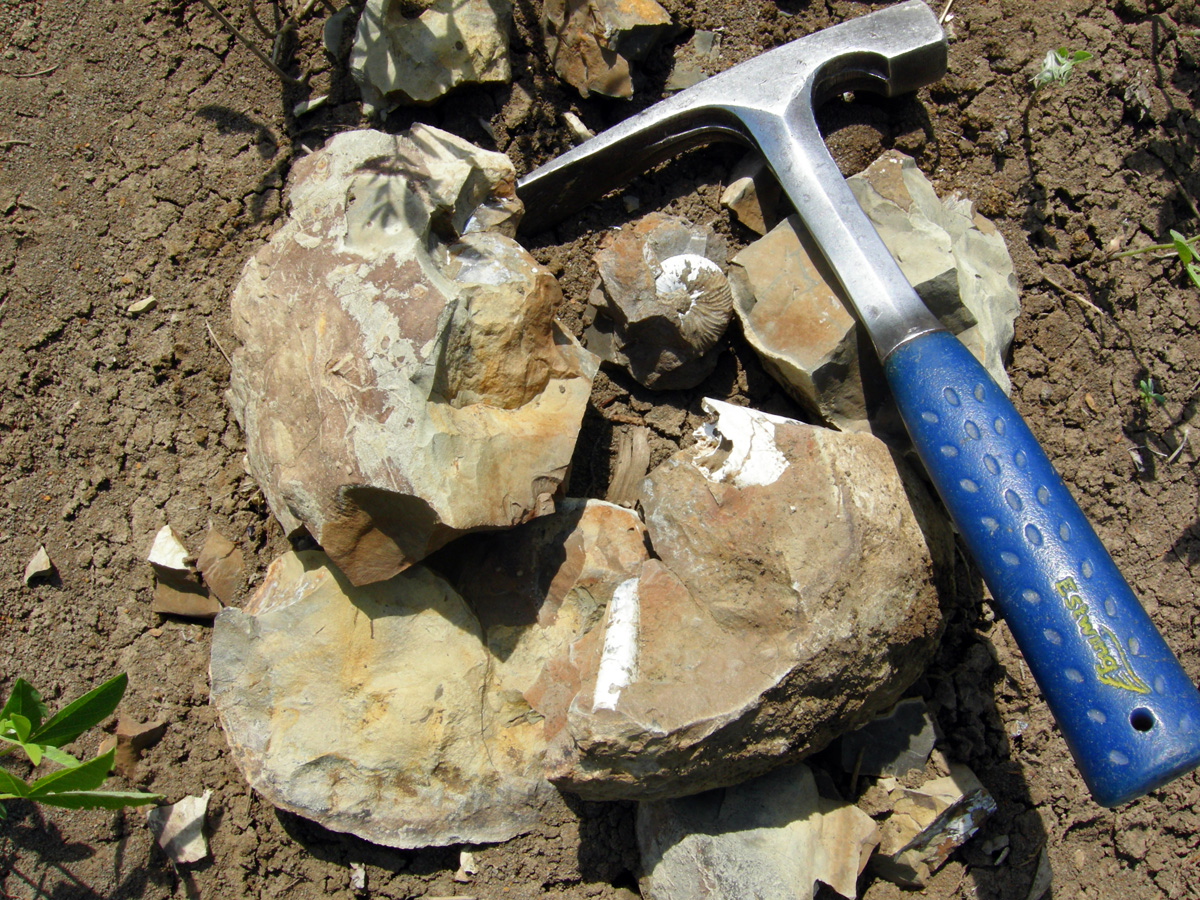
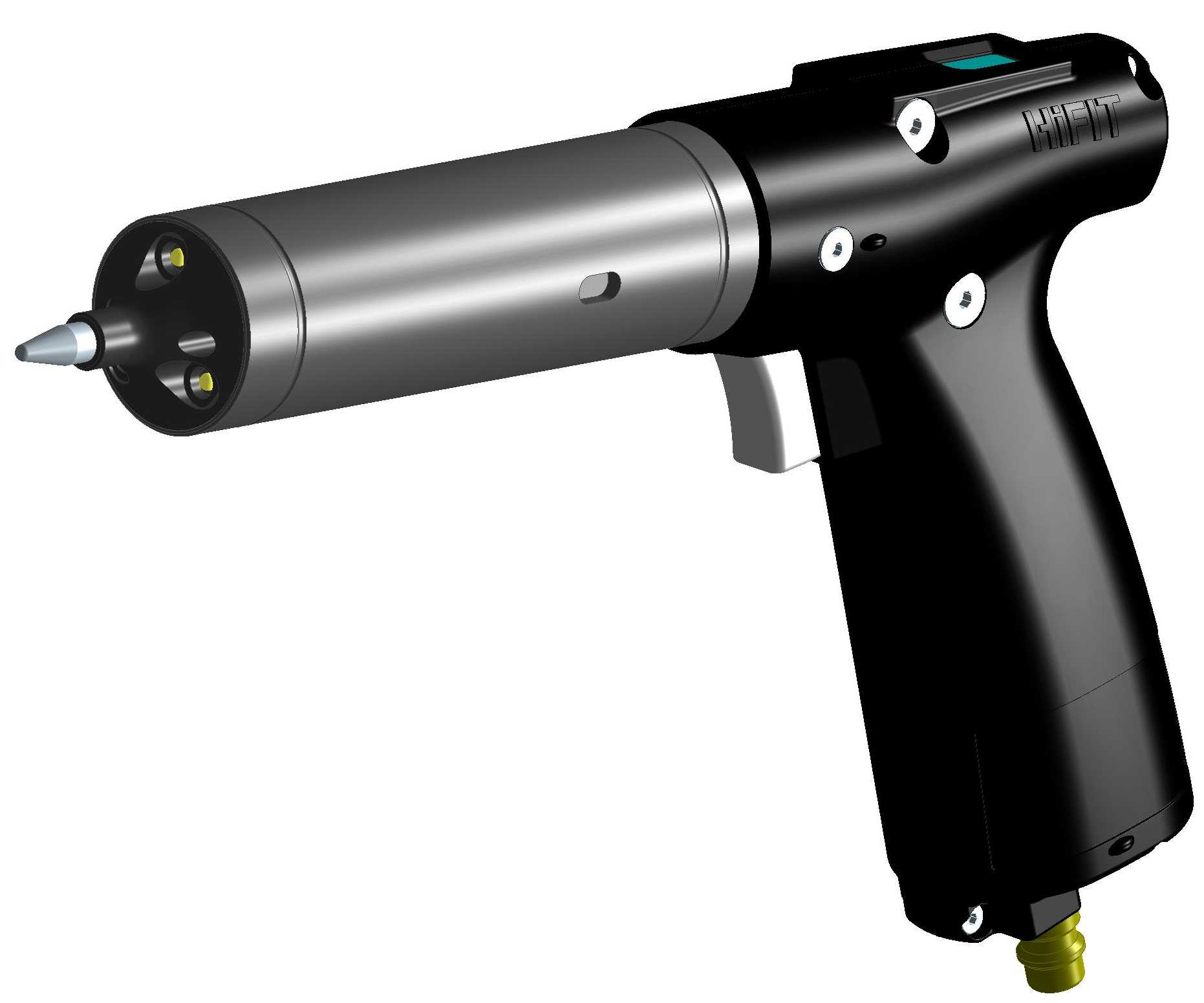
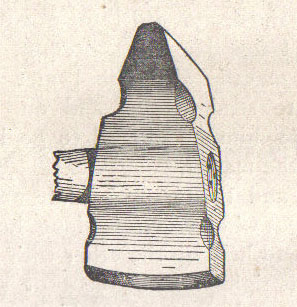
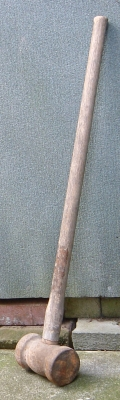
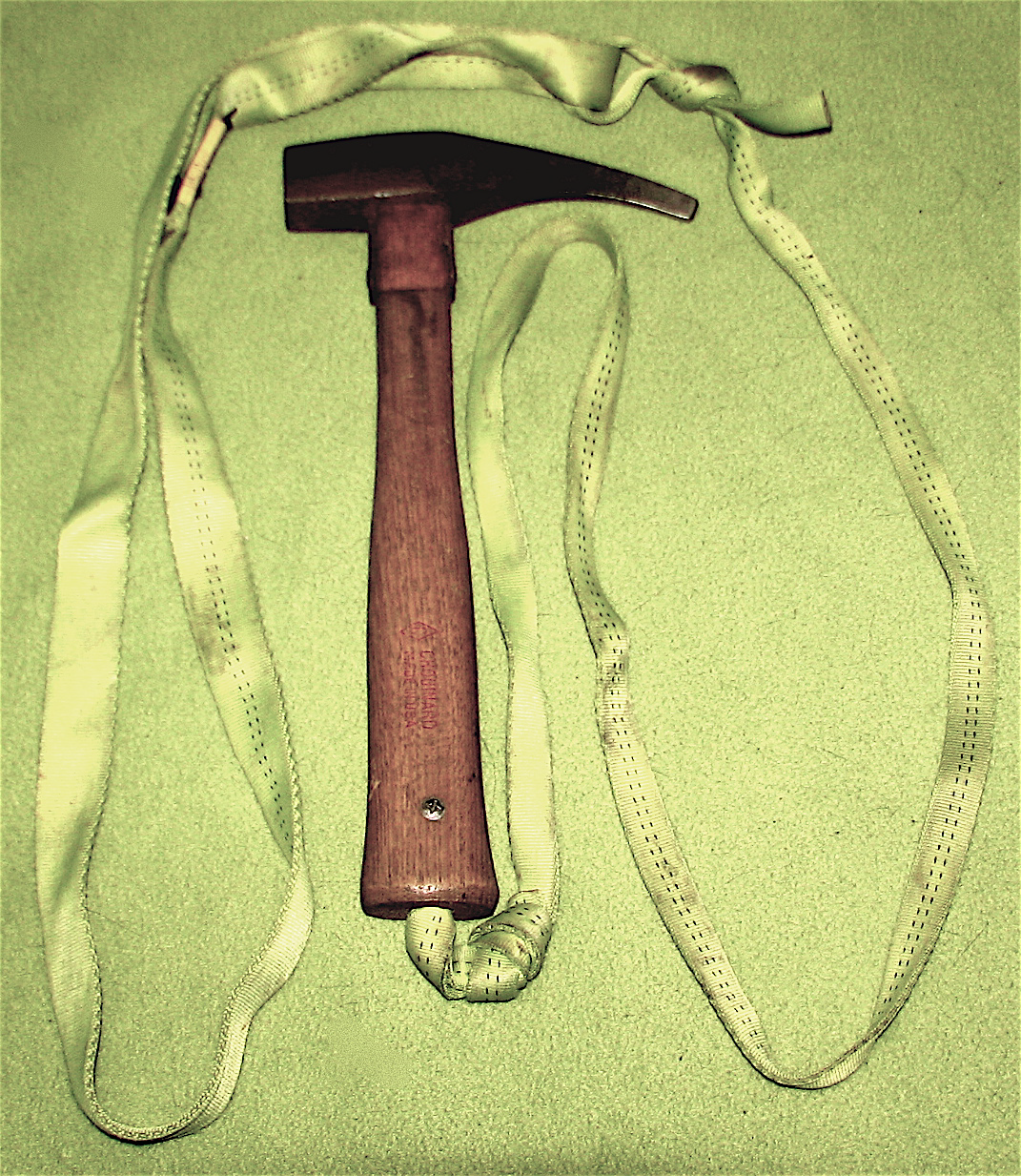
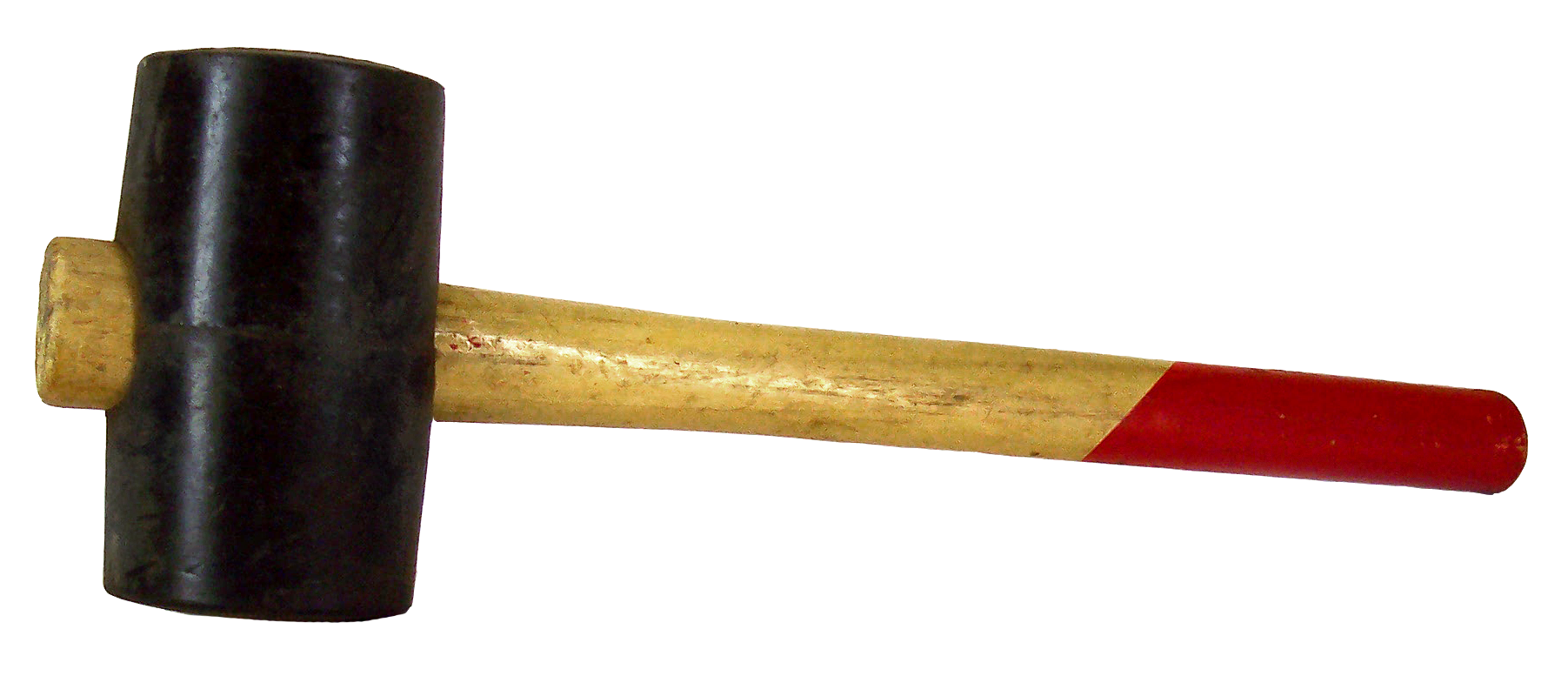
메
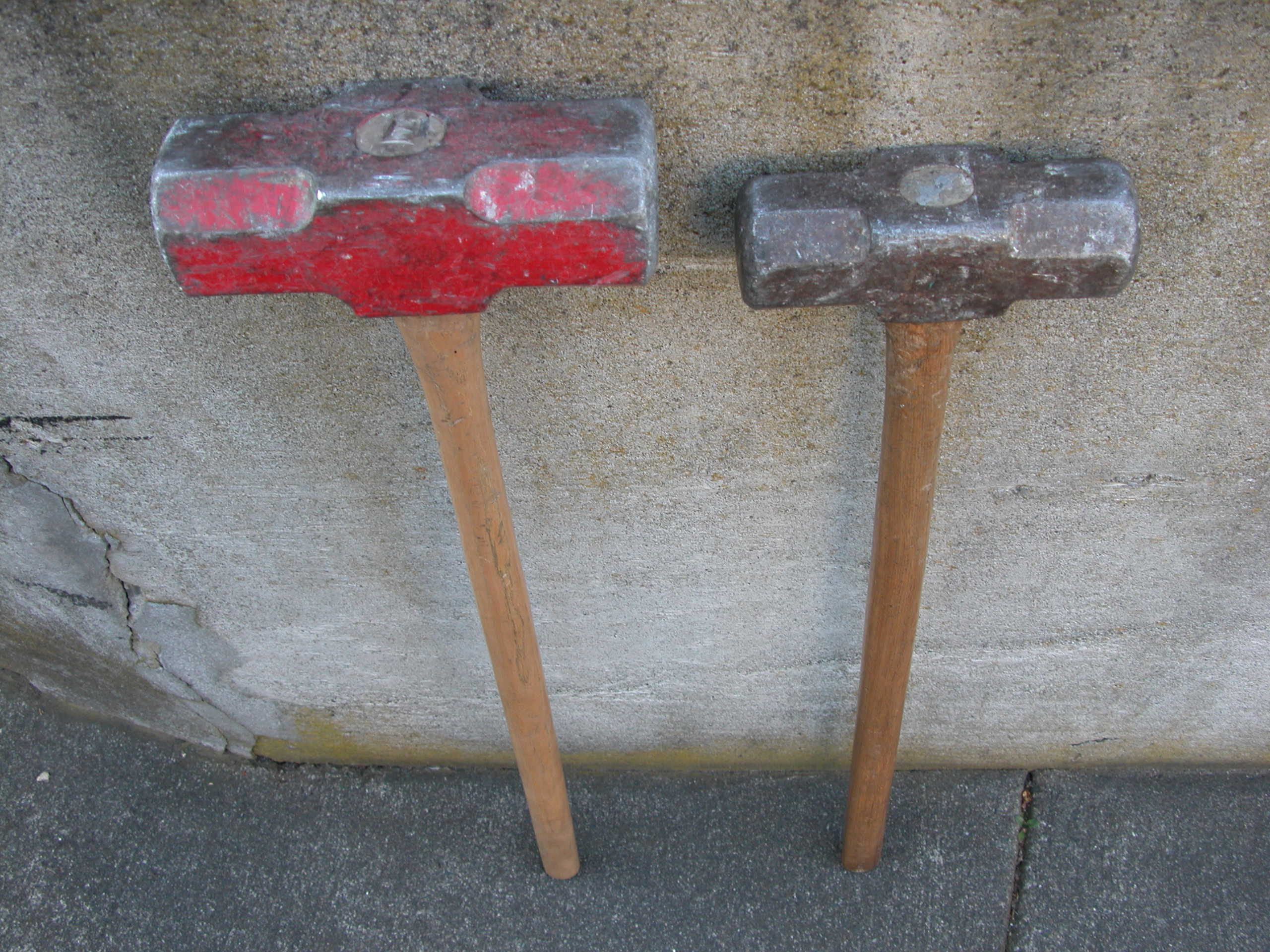
슬레지해머
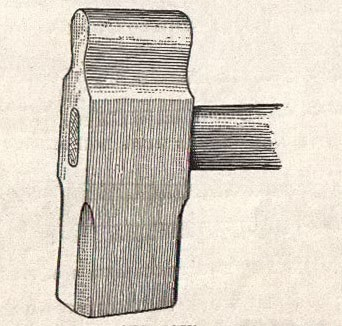
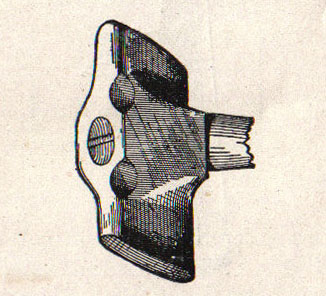
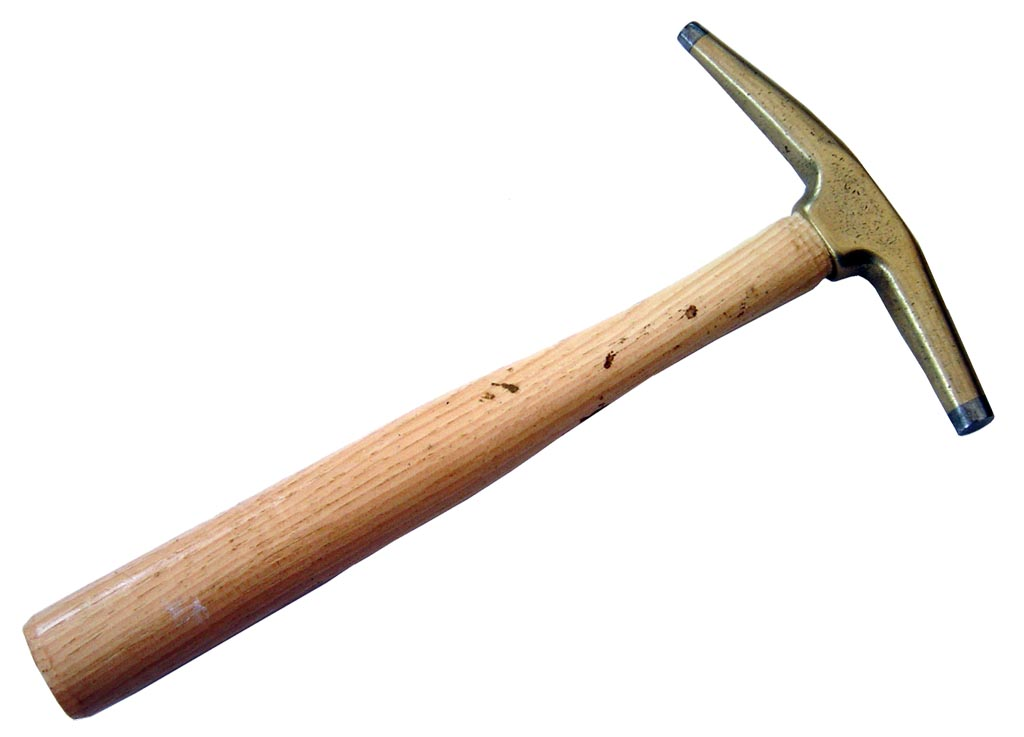
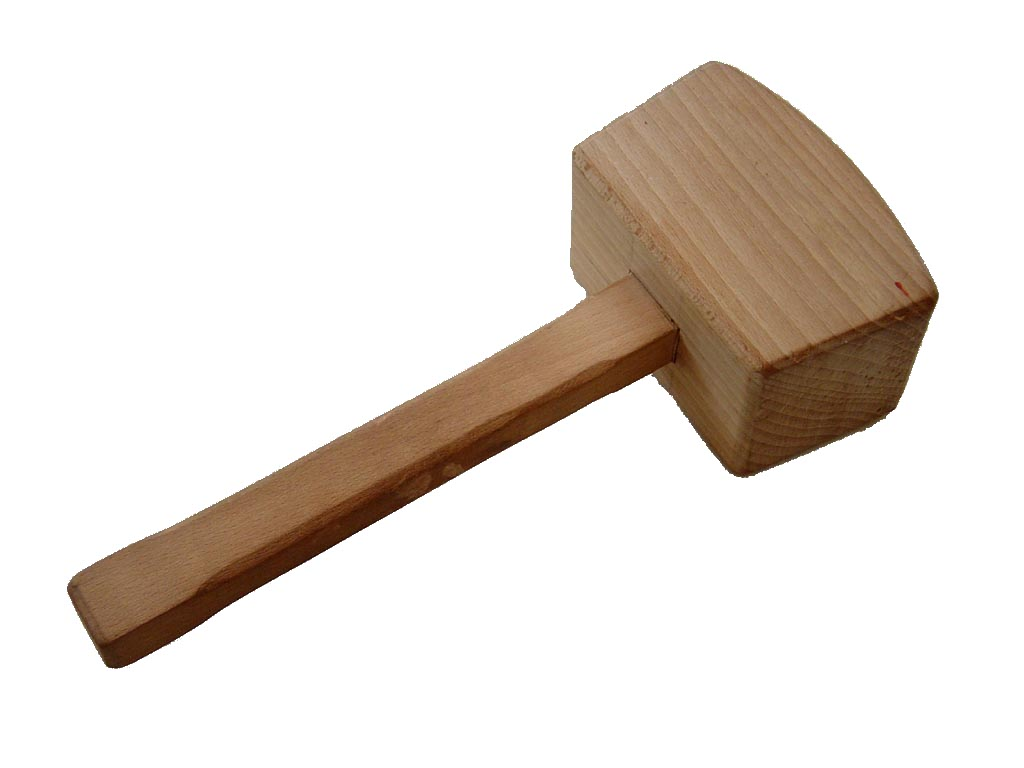

## 같이 보기
- 묠니르